# Ledeburita
Ledeburita, em metalurgia, é uma mistura eutética em um ferro fundido que contém 95,7% de ferro e 4,3% de carbono. Abaixo da temperatura de austenitização é composta de perlita e cementita, e acima a temperatura de austenitização é formada por austenita e cementita, Assim chamada em homenagem a Adolf Ledebur (1837-1916).
Também é nesta faixa de percentual de carbono é que funcionam os altos fornos de siderúrgicas. A sua temperatura de fusão é 1148 °C.